# Tom Rooney
Thomas Joseph "Tom" Rooney, född 21 november 1970 i Philadelphia i Pennsylvania, är en amerikansk republikansk politiker. Han var ledamot av USA:s representanthus 2009–2019.
Rooney studerade först vid Syracuse University. Han avlade sedan 1989 kandidatexamen vid Washington and Jefferson College. Han avlade 1996 sin master vid University of Florida och 1999 juristexamen vid University of Miami. Han tjänstgjorde sedan i USA:s armé och undervisade i straffrätt och statsrätt vid United States Military Academy.
Rooney besegrade sittande kongressledamoten Tim Mahoney i kongressvalet i USA 2008.